# Cyclommatus scutellaris
Cyclommatus scutellaris là một loài bọ cánh cứng trong họ Lucanidae.